# Laveyrune
Ne doit pas être confondu avec Lavérune.
Laveyrune est une commune française située dans le département de l'Ardèche, en région Auvergne-Rhône-Alpes.
La commune de Laveyrune, bien que située officiellement dans le département de l'Ardèche (07), porte le code postal 48250 relatif au département voisin de la Lozère. Cette originalité s'explique par le fait que le bureau distributeur du courrier se trouve, pour des raisons logistiques, en Lozère et c'est donc ce même bureau qui achemine le courrier aux habitants de Laveyrune.

## Géographie

### Situation et description
La commune est située dans le sud-ouest du département de l'Ardèche. Elle est limitrophe de la Lozère, et le village est bordé par l'Allier.

### Communes limitrophes
|              |                                | Saint-Étienne-de-Lugdarès               |
| Luc (Lozère) | Laveyrune                      |                                         |
|              | La Bastide-Puylaurent (Lozère) | Saint-Laurent-les-Bains-Laval-d'Aurelle |

### Climat
Pour des articles plus généraux, voir Climat d'Auvergne-Rhône-Alpes et Climat de l'Ardèche.
En 2010, le climat de la commune est de type climat de montagne, selon une étude du CNRS s'appuyant sur une série de données couvrant la période 1971-2000. En 2020, Météo-France publie une typologie des climats de la France métropolitaine dans laquelle la commune est exposée à un climat de montagne ou de marges de montagne et est dans la région climatique Sud-est du Massif Central, caractérisée par une pluviométrie annuelle de 1 000 à 1 500 mm, minimale en été, maximale en automne.
Pour la période 1971-2000, la température annuelle moyenne est de 8,1 °C, avec une amplitude thermique annuelle de 15,8 °C. Le cumul annuel moyen de précipitations est de 1 207 mm, avec 9,4 jours de précipitations en janvier et 6 jours en juillet. Pour la période 1991-2020, la température moyenne annuelle observée sur la station météorologique de Météo-France la plus proche, « St-Étienne Lugdarès », sur la commune de Saint-Étienne-de-Lugdarès à 5 km à vol d'oiseau, est de 8,2 °C et le cumul annuel moyen de précipitations est de 1 471,4 mm,. Pour l'avenir, les paramètres climatiques de la commune estimés pour 2050 selon différents scénarios d'émission de gaz à effet de serre sont consultables sur un site dédié publié par Météo-France en novembre 2022.

### Hydrographie
Le territoire de la commune est bordé dans sa partie occidentale par l'Allier, un des principaux affluents de la Loire.

## Urbanisme

### Typologie
Au 1er janvier 2024, Laveyrune est catégorisée commune rurale à habitat très dispersé, selon la nouvelle grille communale de densité à 7 niveaux définie par l'Insee en 2022.
Elle est située hors unité urbaine et hors attraction des villes,.

### Occupation des sols
L'occupation des sols de la commune, telle qu'elle ressort de la base de données européenne d’occupation biophysique des sols Corine Land Cover (CLC), est marquée par l'importance des forêts et milieux semi-naturels (74,2 % en 2018), en diminution par rapport à 1990 (81 %). La répartition détaillée en 2018 est la suivante : 
forêts (63,3 %), prairies (12,8 %), zones agricoles hétérogènes (12,5 %), milieux à végétation arbustive et/ou herbacée (11 %), zones urbanisées (0,5 %).
L'évolution de l’occupation des sols de la commune et de ses infrastructures peut être observée sur les différentes représentations cartographiques du territoire : la carte de Cassini (XVIIIe siècle), la carte d'état-major (1820-1866) et les cartes ou photos aériennes de l'IGN pour la période actuelle (1950 à aujourd'hui).

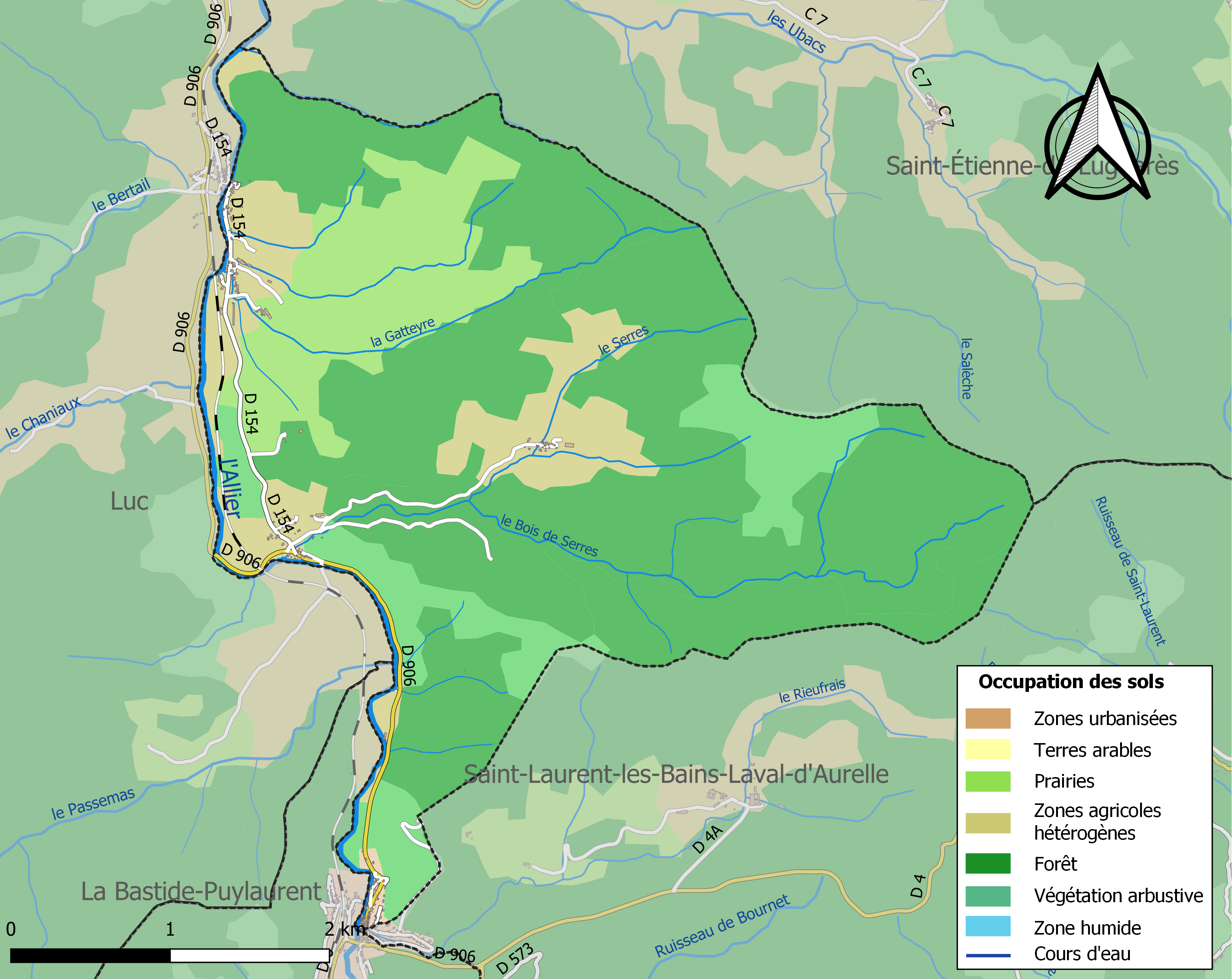
Carte des infrastructures et de l'occupation des sols de la commune en 2018 (CLC).

### Risques naturels

#### Risques sismiques
L'ensemble du territoire de la commune de Laveyrune est situé en zone de sismicité no 2 (sur une échelle de 5), comme la plupart des communes situées sur le plateau et la montagne ardéchoise (massif cévenol).
| Type de zone | Niveau           | Définitions (bâtiment à risque normal) |
| ------------ | ---------------- | -------------------------------------- |
| Zone 2       | Sismicité faible | accélération = 1,1 m/s2                |

## Histoire
La révolution de 1848 est bien accueillie dans le département, mais le maire de Laveyrune lui oppose une résistance, notamment en n’affichant pas les actes et proclamations officielles.

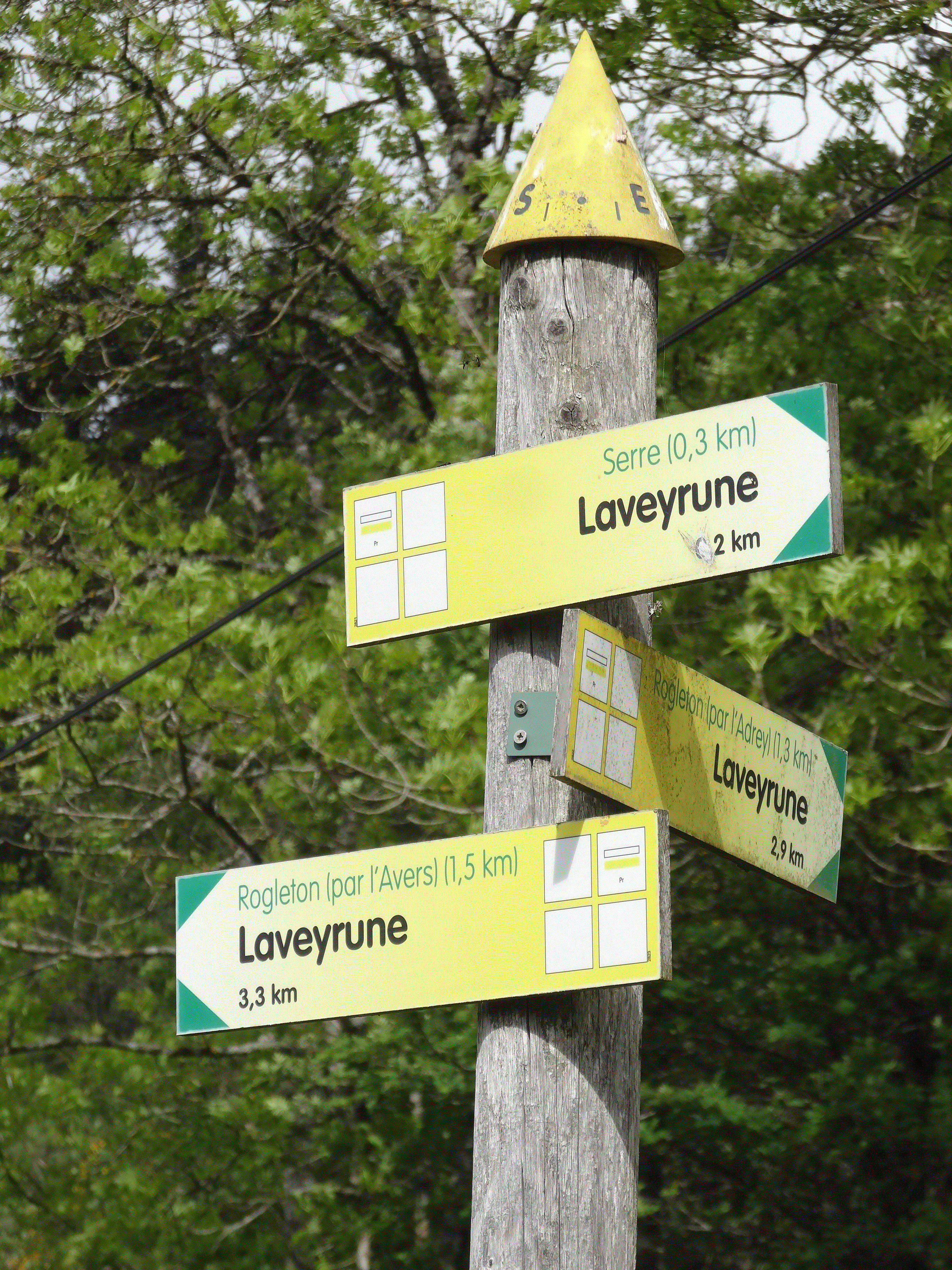
Triple indication de chemins vers Laveyrune.

## Politique et administration

### Administration municipale
Les services de la mairie ne sont ouverts qu'une journée et demi par semaine.

### Liste des maires
| Période                                  | Période                   | Identité           | Étiquette | Qualité     |
| ---------------------------------------- | ------------------------- | ------------------ | --------- | ----------- |
| Les données manquantes sont à compléter. |                           |                    |           |             |
|                                          | mai 2020                  | Jean-Marie Jourdan | DVD       |             |
| mai 2020                                 | En cours (au 6 août 2020) | Alain Ranc         |           | Agriculteur |

## Population et société

### Démographie
L'évolution du nombre d'habitants est connue à travers les recensements de la population effectués dans la commune depuis 1793. Pour les communes de moins de 10 000 habitants, une enquête de recensement portant sur toute la population est réalisée tous les cinq ans, les populations de référence des années intermédiaires étant quant à elles estimées par interpolation ou extrapolation. Pour la commune, le premier recensement exhaustif entrant dans le cadre du nouveau dispositif a été réalisé en 2007.

En 2022, la commune comptait 109 habitants, en évolution de −1,8 % par rapport à 2016 (Ardèche : +2,48 %, France hors Mayotte : +2,11 %).
| 1793 | 1800 | 1806 | 1821 | 1831 | 1836 | 1841 | 1846 | 1851 |
| ---- | ---- | ---- | ---- | ---- | ---- | ---- | ---- | ---- |
| 363  | 324  | 404  | 416  | 449  | 361  | 385  | 317  | 383  |

| 1856 | 1861 | 1866 | 1872 | 1876 | 1881 | 1886 | 1891 | 1896 |
| ---- | ---- | ---- | ---- | ---- | ---- | ---- | ---- | ---- |
| 341  | 338  | 367  | 343  | 342  | 343  | 407  | 415  | 439  |

| 1901 | 1906 | 1911 | 1921 | 1926 | 1931 | 1936 | 1946 | 1954 |
| ---- | ---- | ---- | ---- | ---- | ---- | ---- | ---- | ---- |
| 456  | 410  | 361  | 380  | 325  | 306  | 293  | 302  | 174  |

| 1962 | 1968 | 1975 | 1982 | 1990 | 1999 | 2006 | 2007 | 2012 |
| ---- | ---- | ---- | ---- | ---- | ---- | ---- | ---- | ---- |
| 245  | 127  | 108  | 84   | 112  | 126  | 129  | 129  | 120  |

| 2017 | 2022 | - | - | - | - | - | - | - |
| ---- | ---- | - | - | - | - | - | - | - |
| 107  | 109  | - | - | - | - | - | - | - |

### Enseignement
La commune est rattachée à l'académie de Grenoble.

### Médias
Deux organes de presse écrite sont distribués dans la commune :
- L'Hebdo de l'Ardèche

Il s'agit d'un journal hebdomadaire français basé à Valence et diffusé à Privas depuis 1999. Il couvre l'actualité pour tout le département de l'Ardèche.
- Le Dauphiné libéré

Il s'agit d'un journal quotidien de la presse écrite française régionale distribué dans la plupart des départements de l'ancienne région Rhône-Alpes, notamment l'Ardèche. La commune est située dans la zone d'édition du centre-Ardèche (Privas).
Ici Drôme Ardèche est la radio publique locale couvrant le territoire de la commune et de l’ensemble du département.

### Culte
Les communautés catholique des communes de Laveyrune, Lespéron, Le Plagnal et St Alban en Montagne sont desservies par la paroisse de Langogne, rattachée au diocèse de Mende.

## Économie
En juin 2017, EDF inaugure le parc éolien de la montagne ardéchoise, le plus puissant de la Région Auvergne-Rhône-Alpes, situé sur six communes du département de l’Ardèche (Saint-Étienne-de-Lugdarès, Lespéron, Lavillatte, Issanlas, Le Plagnal et Laveyrune). L’installation comprend 29 turbines pour une puissance installée de 73,5 MW. EDF ouvre également dans la région une agence de développement de projets d’énergies renouvelables.

## Culture locale et patrimoine

### Lieux et monuments
- Église Sainte-Madeleine de Laveyrune

### Personnalités liées à la commune
- Jean Hébrard (1894-1943), ingénieur agricole, y est né.

### Héraldique
|  | Laveyrune possède des armoiries dont l'origine et le blasonnement exact ne sont pas disponibles. |